# Middleton (Australia Południowa)
Middleton – miasto w Australii, w stanie Australia Południowa.